# Romenay
Romenay é uma comuna francesa na região administrativa de Borgonha-Franco-Condado, no departamento Saône-et-Loire. Estende-se por uma área de 48,94 km². Em 2010 a comuna tinha 1 708 habitantes (densidade: 34,9 hab./km²).